# Paroediceroides plumosa
Paroediceroides plumosa är en kräftdjursart. Paroediceroides plumosa ingår i släktet Paroediceroides och familjen Oedicerotidae. Inga underarter finns listade i Catalogue of Life.